# Paramicrolaimus primus
Paramicrolaimus primus is een rondwormensoort uit de familie van de Paramicrolaimidae. De wetenschappelijke naam van de soort is voor het eerst geldig gepubliceerd in 1954 door Wieser.